# Неджмех
Спортивний клуб Неджмех (араб. نادي النجمة الرياضي), у перекладі з арабської Зірковий спортивний клуб — ліванський професійний футбольний клуб із району Бейрута Манара, який грає в Прем'єр-лізі Лівану. Клуб був заснований у Бейруті в 1945 році, та отримав ліцензію в 1947 році. «Неджмех» 9 разів виграв Ліванську Прем'єр-лігу, 8 разів виграв Кубок Лівану, 12 разів вигравала Елітний Кубок Лівану, та 7 разів Суперкубок Лівану. У 2005 році клуб вийшов до фіналу Кубка АФК 2005 року, в якому програв йорданському клубу «Аль-Файсалі».
Клуб «Неджмех» підтримується переважно сунітською мусульманською громадою, частково шиїтами і друзами. Історичним суперником клубу є «Аль-Ансар» з Бейрута, це суперництво відоме як «Бейрутське дербі». Крерівництво клубу пов'язане з політичною партією «Рух майбутнього» та родиною Харірі.

## Історія

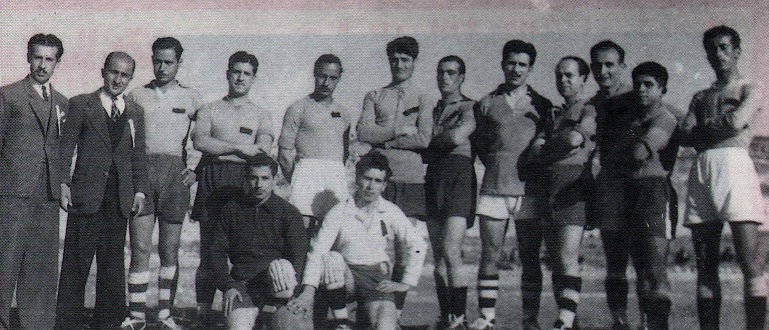
Склад клубу «Неджмех» у 1945 році

Клуб «Неджмех» був заснований друзами і сунітами з району Бейруту Рас-Бейрут як футбольний клуб, першим президентом якого став Аніс Радван. Керівництво клубу подало заявку на отримання ліцензії в уряд Лівану 4 березня 1947 року, яка була видана 28 квітня цього ж року. Згідно переказів, вибір назви клубу відбувся 11 жовтня 1945 року, коли вночі в будинку Радвана відбулася зустріч для обговорення справ команди. Дивлячись на зірки на небі, Радван вирішив назвати команду «Неджмех» (Зірка). П'ятикутна зірка є релігійним символом друзів.
25 липня 1950 року «Неджмех» виграв другий ліванський дивізіон, але офіційно отримав підвищення лише в 1951 році, в цей час президентом клубу був призначений Папкен Пояджян. У сезоні 1953—1954 років «Неджмех» уперше зіграв у Прем'єр-лізі Лівану. Клуб двічі виходив до фіналу Кубка Лівану у 1951 та 1964 роках, програвши у фіналі «Аль-Шабіба Мазраа» та «Сафі» відповідно.
31 жовтня 1971 року «Неджмех» виграв свій перший трофей, Кубок Лівану, вигравши у фіналі з рахунком 3-1 проти клубу «Сафа». Голи в «Неджмеха» забивали Джамаль Аль-Хатіб, Хасан Шатіла та Махмуд Шатіла.
У 1970-х і 1980-х роках відомі бразильські футболісти Пеле і Бебето грали у складі «Неджмеха» в товариських матчах як запрошені гості.

## Кольори та емблема
З моменту заснування клубу традиційним і основним кольором «Неджмеха» був бордово-червоний. Емблема клубу складалася із зірки в центрі, що є посиланням на назву клубу, яка в перекладі з арабської означає «зірка». Два кедри збоку від логотипу нагадували про національний символ Лівану.
У 2019 році логотип зазнав низки змін: зірка змінилася з білої на золоту, кедри з зеленого на бордовий, а текст з бордового на чорний. Також були внесені інші незначні зміни, такі як збільшення ширини білої рамки та зміщення тексту «BEIRUT 1945», який перемістився від центру зірки донизу.
У 2023 році логотип був кардинально змінений, прийнявши більш спрощений стиль. Він став піктограмою бордового «N» (для Nejmeh) і «C» (для Club), злитих разом із золотою зіркою в центрі. Текст «1945» угорі та «BEIRUT» унизу написані бордовим кольором.

## Стадіон

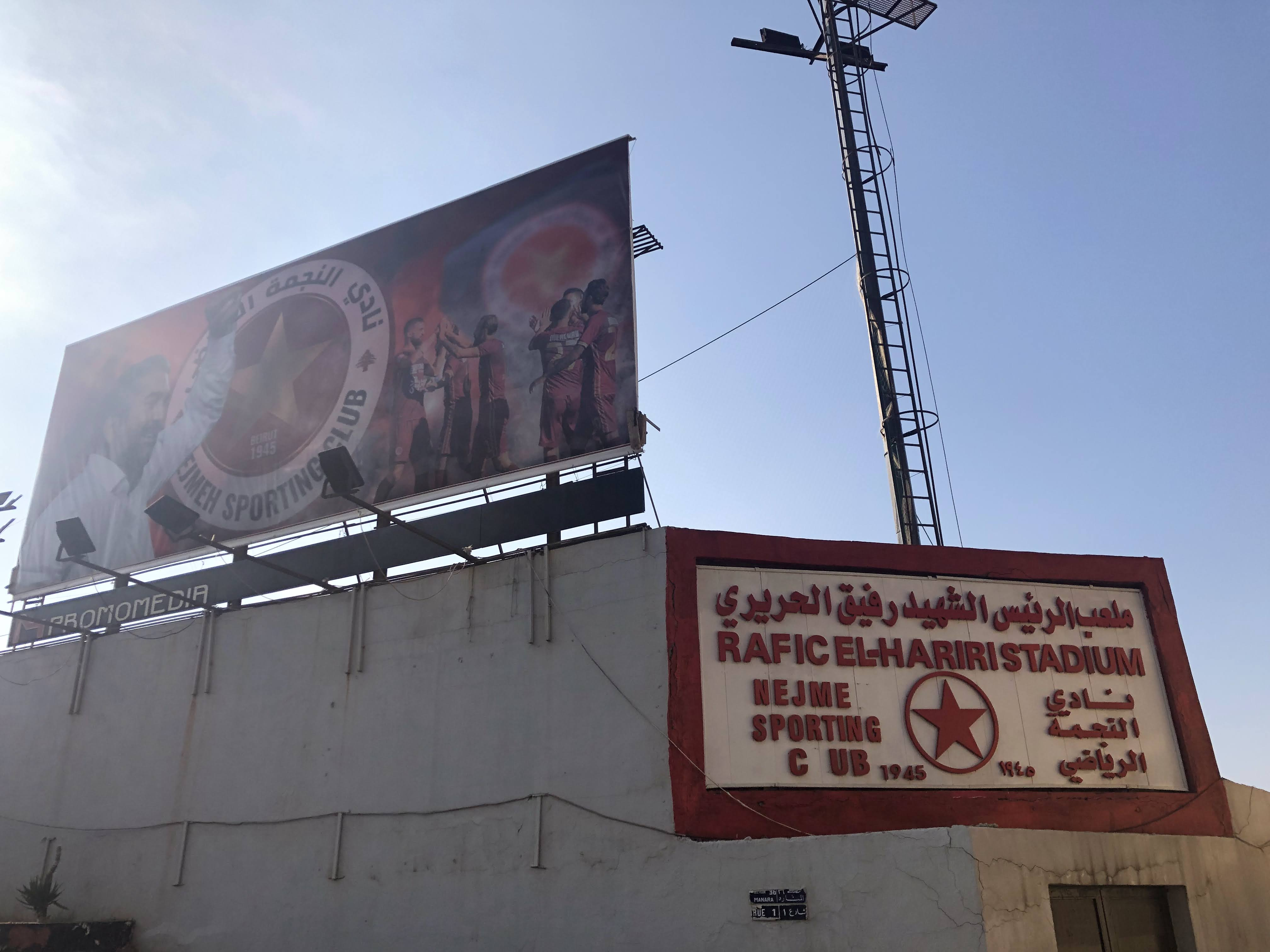
Вхід на стадіон імені Рафіка Харірі у 2022 році

Стадіон імені Рафіка Харірі розташований у районі Манара в Бейруті. Стадіон складається з футбольного поля та приміщень, що вміщують близько 5 тисяч глядачів, а також зони для VIP-місць, яка вміщує близько 100 гостей, кафетерію та спортивного залу.
Старий клубний стадіон спочатку складався з піщаного тренувального поля на земельній ділянці № 704 у районі Рас-Бейрут без будь-яких споруд чи парканів. На стадіоні проведено реконструкцію, включаючи імплантацію поля з травою, збільшення простору для сидінь, щоб вмістити більше глядачів, а також покращення обладнання стадіону, стін і парканів. Перший етап процесу розпочався в червні 2003 року і був завершений наприкінці березня 2004 року. 21 лютого 2005 року стадіон був названий «Стадіоном імені мученика Рафіка Харірі» на честь покійного прем'єр-міністра.

## Уболівальники
Заснована 9 лютого 2018 року, група фанатів «Неджмеха» «Ultras Supernova» була першою групою ультрас, створеною в Лівані. Назва «Supernova» («Наднова») є посиланням на етимологію слова «Неджмех», що арабською мовою означає «Зірка».
Перед грою Кубка арабських чемпіонів з футболу проти єгипетського клубу «Аль-Аглі», яка відбулася 13 серпня 2018 року, 7 фанатів з «Ultras Supernova» були заарештовані єгипетською службою національної безпеки через негативне значення слова «Ультрас» у Єгипті. Уболівальників повернули до Лівану на вимогу посла Лівану в Каїрі.
Під час чемпіонату світу з футболу 2022 року в Катарі ультрас «Неджмеха» були найняті урядом Катару, щоб виступати в ролі вболівальників національної збірної Катару під час її ігор. 1500 «всиновлених» ультрас одягли темно-бордові футболки з написом «Катар» спереду, співали національний гімн Катару, та били в барабани, виконуючи кричалки.

## Клубне суперництво

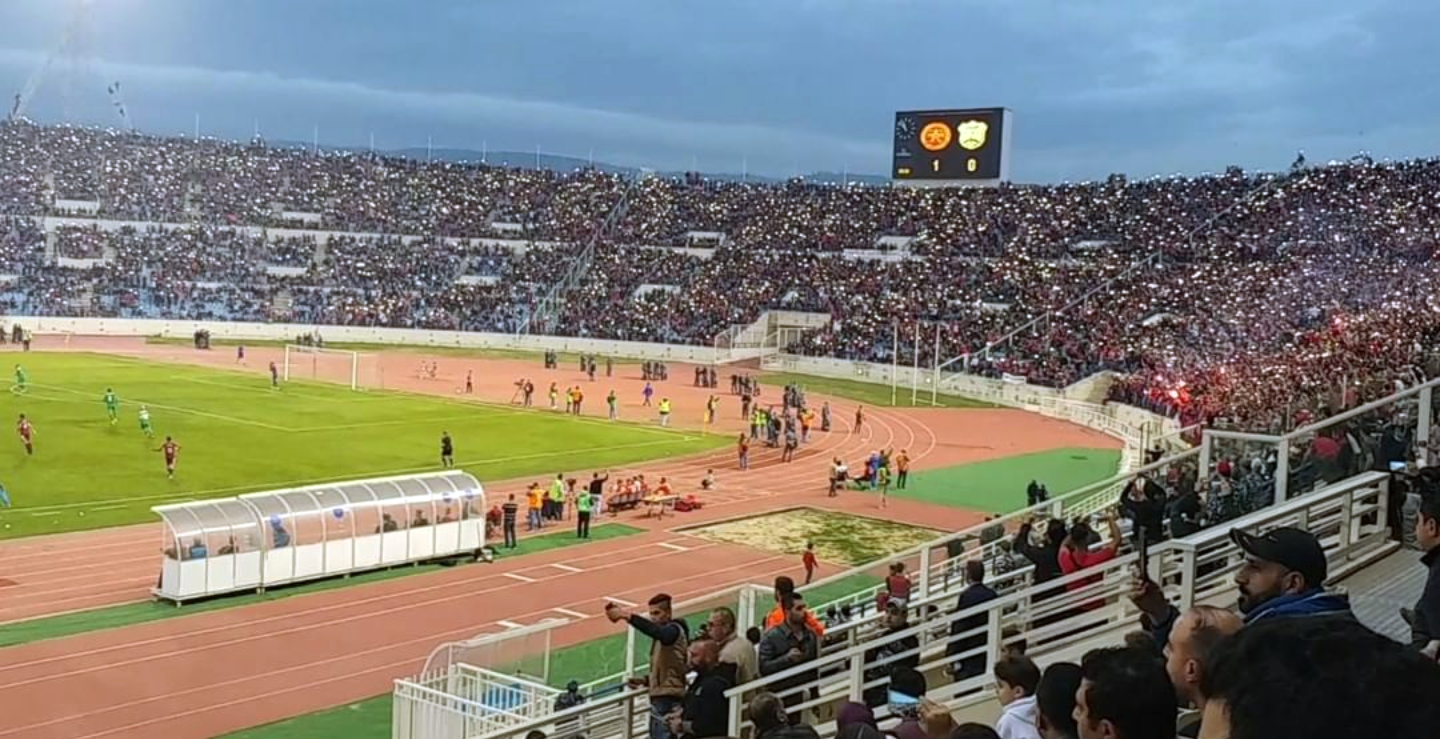
Фанати «Неджмеха» під час бейрутського дербі на стадіоні «Каміль Шамун» у 2018 році.

Бейрутське дербі «Неджмеха» з "Аль-Ансаро"м історично було найочікуванішою грою в Лівані: обидва клуби базуються в Бейруті, також «Неджмех» та «Аль-Ансар» здобули найбільше титулів у ліванському футболі. Хоча «Неджмех» був більш успішним в азійських кубках, «Аль-Ансар» володіє найбільшою кількістю чемпіонських титулів і виграшів Кубку Лівану.
З початку ХХІ століття в «Неджмеха» виникло ще одне запекле суперництво з клубом «Аль-Агед». «Аль-Агед» також базується в Бейруті, та виграв більшість чемпіонських титулів із сезону 2014—2015 років. Напруженість між двома командами також змусила федерацію футболу країни кілька разів змінювати місце проведення матчу між ними. Найпомітнішим з цього протистояння стало те, що в сезоні 2016—2017 років «Неджмех» відмовився грати проти «Аль-Агеда» у вирішальному матчі чемпіонату країни, і федерація нарахувала йому 6 очок штрафу.
Ще одне суперництво, яке розвинулося пізніше, — це протистояння з клубом «Салам» (Згарта). Починаючи з сезону 2016—2017 років, «Салам» та «Неджмех» грали в матчах із дуже напруженою атмосферою, часто на матчах можна було почути образливі вигуки. Іншими відомими протистояннями «Неджмеха» є суперництво з клубами «Сафа» і «Расінг», які обидві базуються в тому ж місті.

## Виступи в міжнародних клубних турнірах
У 1982 році «Неджмех» дійшов до фіналу Кубка арабських чемпіонів з футболу, проте у фіналі програв іракському клубу «Аш-Шурта». У 2005 році «Неджмех» дійшов до фіналу Кубка АФК, і програв йорданській команді «Аль-Файсалі», це був перший випадок, коли ліванська футбольна команда дійшла до фіналу азійського клубного кубкового турніру.

## Титули і досягнення
- Чемпіон Лівану (9): 1972—1973, 1974—1975, 1999—2000, 2001—2002, 2003—2004, 2004—2005, 2008—2009, 2013—2014, 2023—2024
- Володар Кубка Лівану (8): 1970—1971, 1986—1987, 1988—1989, 1996—1997, 1997—1998, 2015—2016, 2021—2022, 2022—2023
- Володар Елітного Кубка Лівану (12): 1996, 1998, 2001, 2002, 2003, 2004, 2005, 2014, 2016, 2017, 2018, 2021
- Володар Суперкубка Лівану (8): 2000, 2002, 2004, 2009, 2014, 2016, 2023, 2024